# Bàltica

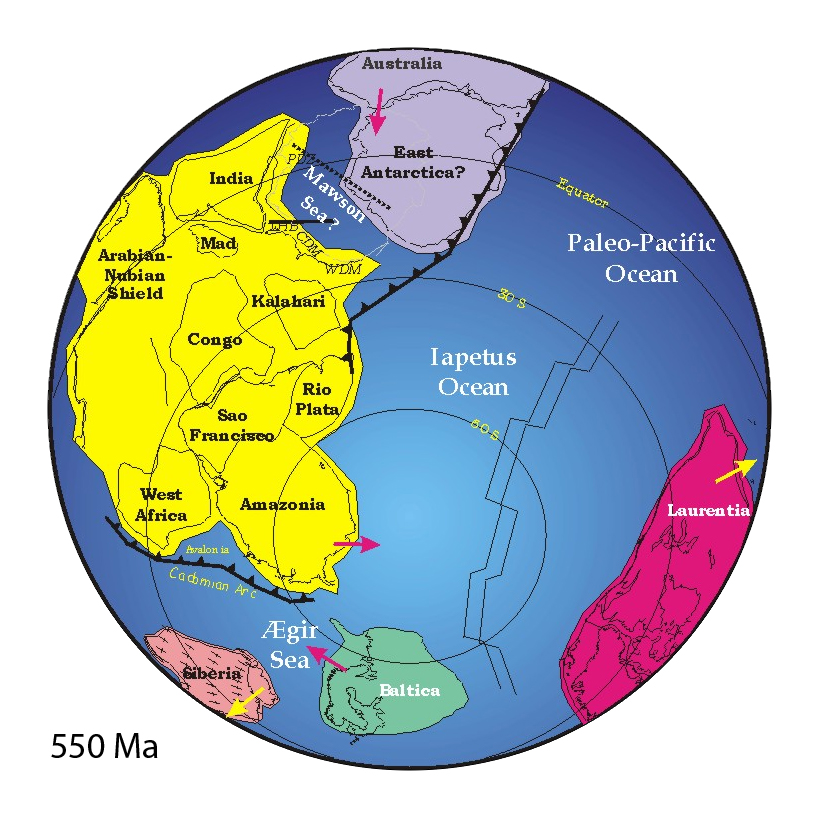
Bàltica fa 550 milions d'anys (en verd)

Bàltica va ser un continent el Proterozoic tardà - principi del Paleozoic que actualment inclou el crató europeu oriental del nord-oest d'Euràsia. Bàltica es va formar com una entitat no abans de fa 1.800 milions d'anys. Abans d'aquest moment, els tres segments/continents que actualment componen el cràton d'Europa oriental estaven en diferents parts del món. Bàltica va existir com una placa tectònica anomenada la placa bàltica.

## Història
- Fa uns 1.800 milions d'anys, Bàltica formava part del supercontinent de Colúmbia.
- Fa uns 1.500 milions d'anys, Bàltica junt amb Àrtic i el crató antàrctic est eren part del supercontinent de Nena.
- Fa uns 1.100 milions d'anys, Bàltica era part del supercontinent de Rodínia.
- Fa uns 750 milions d'anys, Bàltica era part del supercontinent de Protolauràsia.
- Fa uns 600 milions d'anys, Bàltica era part del supercontinent de Pannòcia.
- Al Cambrià, Bàltica era un continent independent.
- A l'Ordovicià tardà, Bàltica xocà amb Avalònia
- Al Devonià, Bàltica xocà amb Laurència, formant el supercontinent menor d'Euramèrica.
- Al Permià, tots els principals continents xocaren uns contra els altres per a formar el supercontinent de Pangea.
- Al Juràssic, Pangea es va dividir en dos supercontinents menors, Lauràsia i Gondwana. Bàltica era part del supercontinent menor de Lauràsia.
- Al Cretaci, Bàltica era part del supercontinent menor d'Euràsia.
- Actualment, Bàltica és part del passat supercontinent menor d'Afro-Euràsia.